# Cultura di Polada

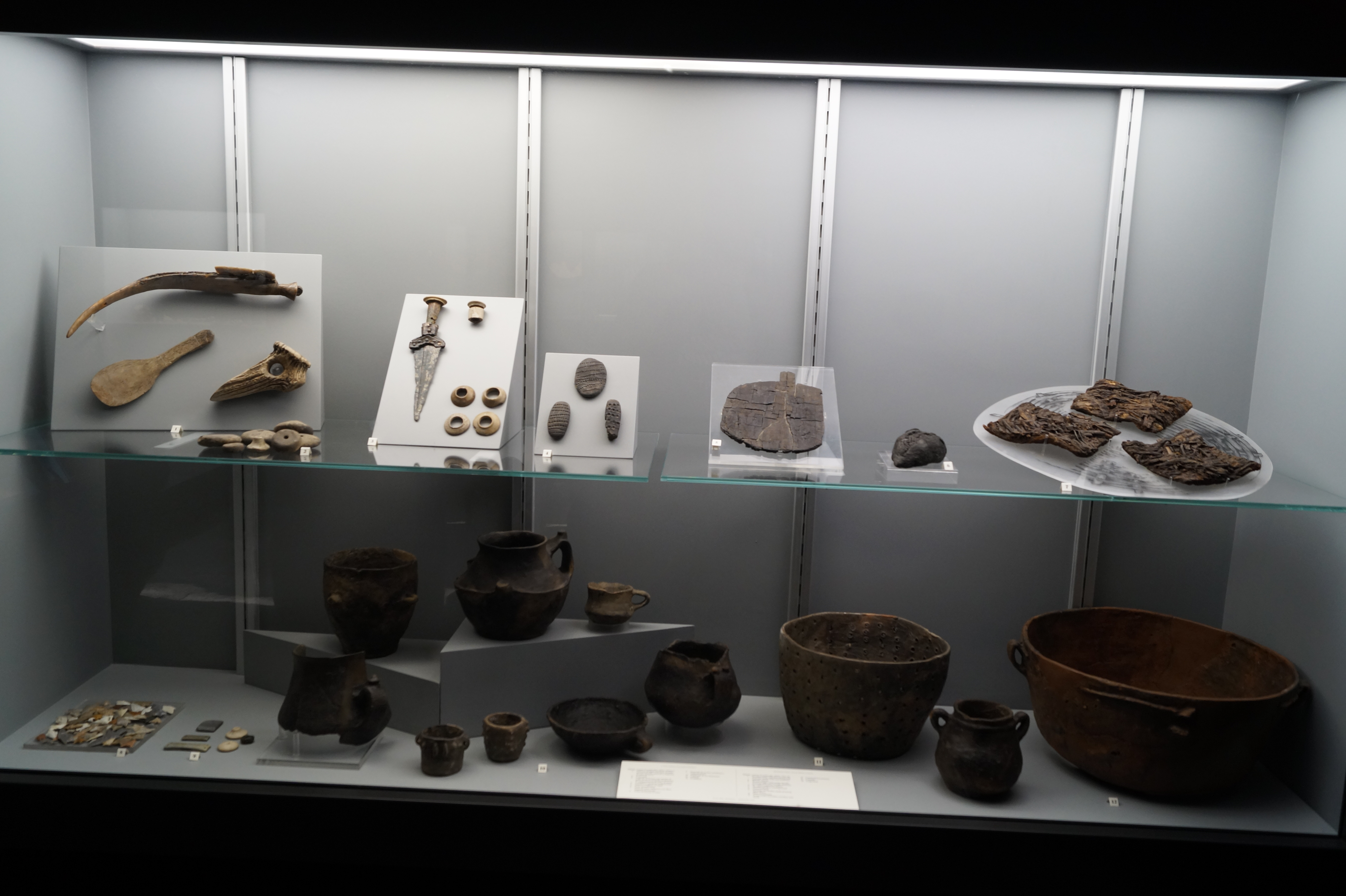
Ritrovamenti esposti al Museo Pigorini, Roma

La cultura di Polada (2200-1600 a.C. circa) è il nome con cui ci si riferisce ad una cultura dell'età del bronzo antica, diffusa in gran parte dell'Italia settentrionale.
Il nome deriva dalla località di Polada, nel territorio del comune di Lonato del Garda, dove negli anni tra il 1870 e il 1875 si ebbero i primi ritrovamenti attribuiti a questa cultura in seguito a lavori di bonifica in una torbiera. Altre stazioni importanti si ritrovano nell'area tra Mantova e il Lago di Garda e il lago di Pusiano.

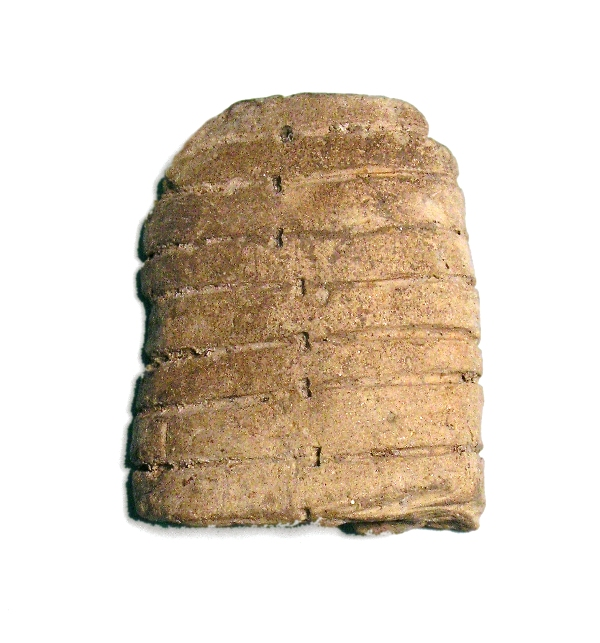
Tavoletta enigmatica o Brotlaibidole

## Cronologia
La cultura di Polada viene solitamente assegnata al periodo che va dal 2200 al 1500 a.C. circa, o al 2400-1400 a.C. circa per A.F. Harding (2000); David-Elbiali & David (2009) ne limita la cronologia tra il 2200 e il 1750 a.C. circa. 
Le cosiddette tavolette enigmatiche o Brotlaibidole, trovate a Polada e nel Lago di Ledro, sono datate al periodo più recente della prima età del bronzo nel sud delle Alpi e vengono correlate alla cultura di Polada. Secondo la cronologia proposta da Renato Perini, corrispondono al Bronzo Antico II e Bronzo Antico III (contesto Polada-B). Questi oggetti di argilla possono essere datati in Italia ad un periodo che va dal 2050 a.C. (Polada B, Lavagnone 2) al 1400/1300 a.C. (Lavagnone, dell'Isolone di Mincio). 
Nel sistema cronologico di Paul Reinecke, la cultura Polada è inclusa nell'età del bronzo BzA2 a BzC2, ma secondo David-Elbiali & David (2009) solo nel BzA1a, BzA1b e BzA2a, cioè nelle prime fasi dell'antica età del bronzo.
L'insediamento di Lavagnone 1 è assegnato a 2080/2050 a.C., Lavagnone 2 esistette per 65 anni (dal 2050 al 1991/1985 aC) e Lavagnone 3 a partire dal 1984 a.C..
Venne succeduta nella media età del bronzo dalla facies delle palafitte e degli abitati arginati.

## Origine

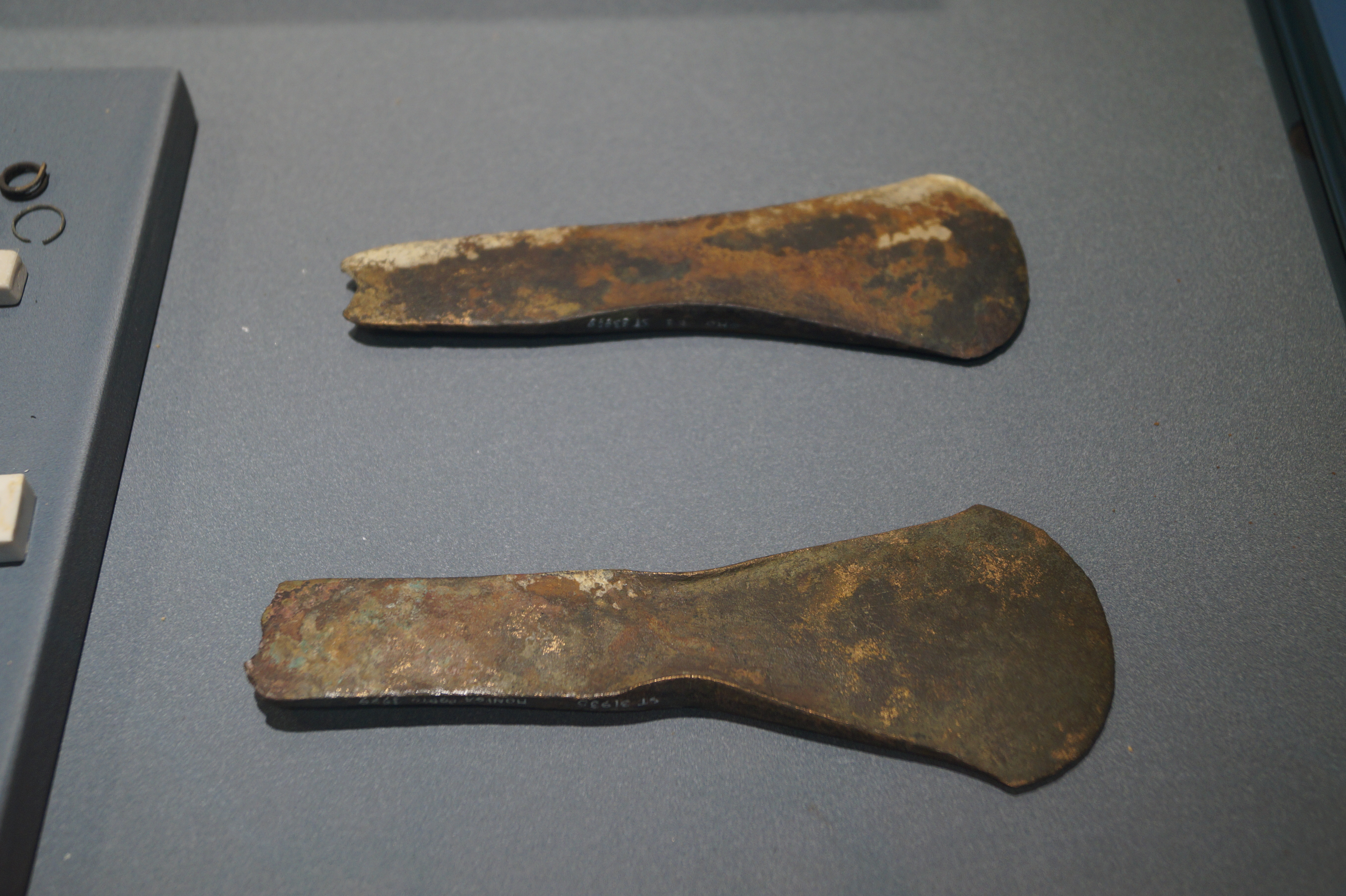
Asce in bronzo da Moniga del Garda

Vi sono alcuni punti in comune con la precedente cultura del vaso campaniforme tra cui l'uso dell'arco e una certa maestria nella metallurgia. Secondo Barfield la comparsa della facies di Polada è da collegare a movimenti di popolazioni provenienti dalla Germania meridionale e dalla Svizzera.
Contemporaneamente alla cultura di Polada, le seguenti culture erano diffuse nell'arco alpino:
- La cultura di Leithaprodersdorf e la cultura di Unterwölblinger in Austria
- La cultura di Straubing e la cultura di Singen nella Germania meridionale
- La cultura del Rodano o Rodaniana nel Sud della Francia
- La cultura di Lubiana in Slovenia

Secondo Bernard Sergent, l'origine della famiglia linguistica ligure - a suo parere imparentata alla lontana con quella celtica e quella italica - sarebbe da ricercare nella cultura di Polada e in quella del Rodano (prima età del bronzo), emanazioni meridionali della cultura di Unetice.

## Diffusione

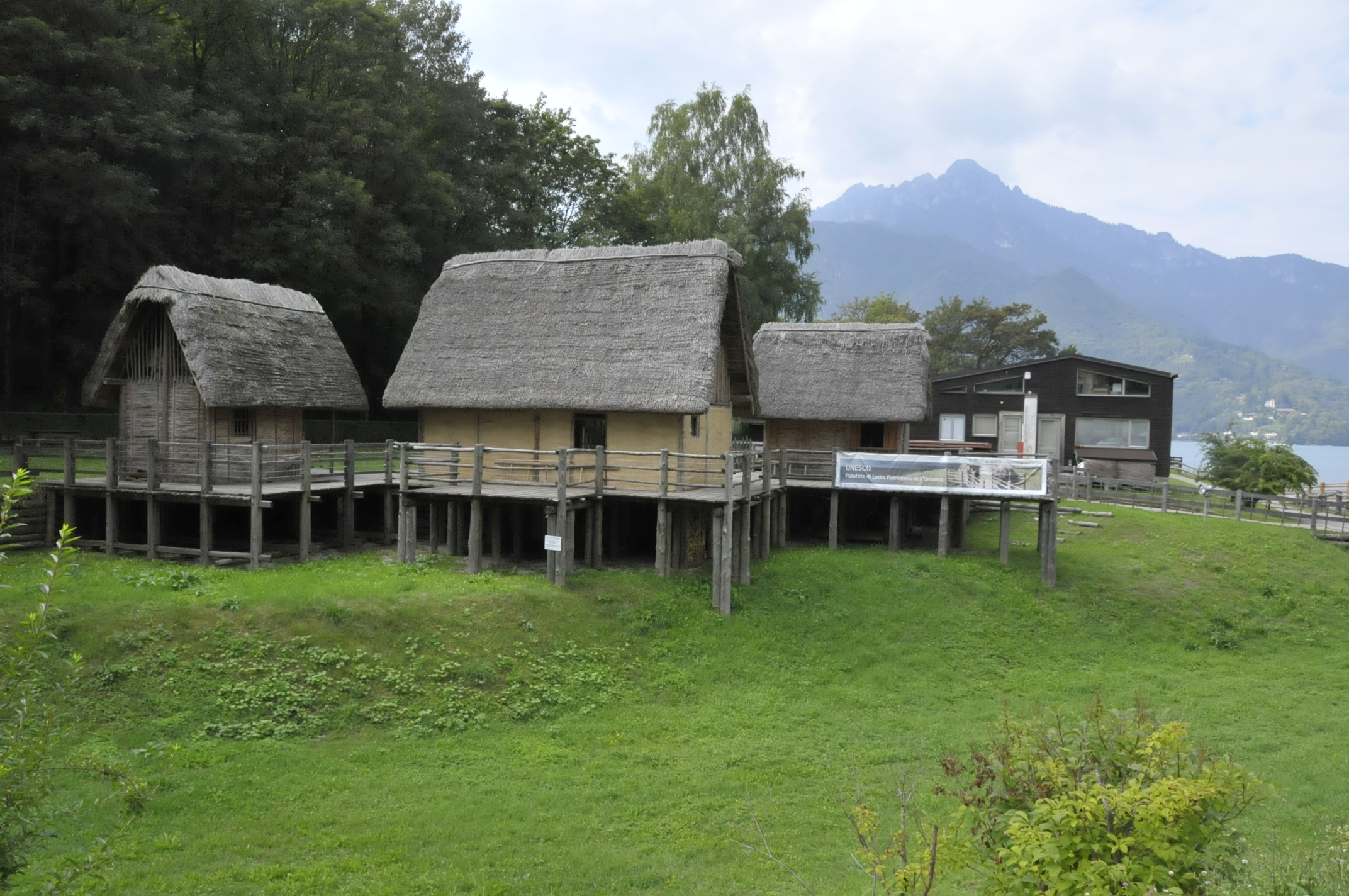
Ricostruzione di un insediamento a palafitta del Lago di Ledro

La maggior parte dei siti attribuibili a questa cultura sono stati scoperti intorno al lago di Garda, tra Lombardia orientale, Trentino e Veneto occidentale. Nella Lombardia occidentale e nel Piemonte orientale, invece, soprattutto intorno al lago di Viverone e al lago Maggiore, si sviluppa, a partire dall'ultima fase dell'età del bronzo antica, la cosiddetta cultura di Monate-Mercurago. 
Influenze poladiane si riscontrano nella prima età del bronzo in Liguria, nella Romagna e nell'Emilia. In Toscana sono presenti solo alcune caratteristiche condivise (forma dei vasi e delle anse e certe decorazioni) con la cultura di Polada che potrebbero derivare da un'origine comune dalla cultura del vaso campaniforme o in alternativa potrebbero essere pervenute tramite collegamenti diretti tra l'area tirrenica e quella alpina. Anche in Corsica e in Sardegna (cultura di Bonnanaro) compaiono alcune caratteristiche "poladiane" nella cultura materiale dell'antica età del bronzo, giunte dall'Italia peninsulare, nonché nel Midì francese e in Catalogna (Bronzo pirenaico).

## Insediamenti

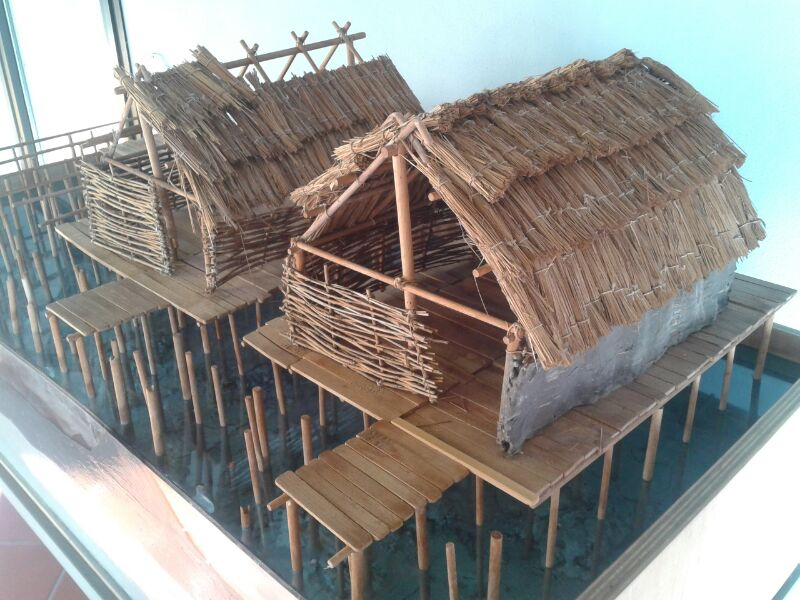
Ricostruzione di un insediamento poladiano su palafitta

Gli insediamenti in zona di laghetti e paludi intermorenici sono a palafitte appoggiate su "bonifiche" di tronchi orizzontali, disposti in piattaforma stratificata o cassonata. Avevano un'estensione abbastanza contenuta, circa un ettaro, e una popolazione che si aggirava fra i 200 e i 300 individui per villaggio.

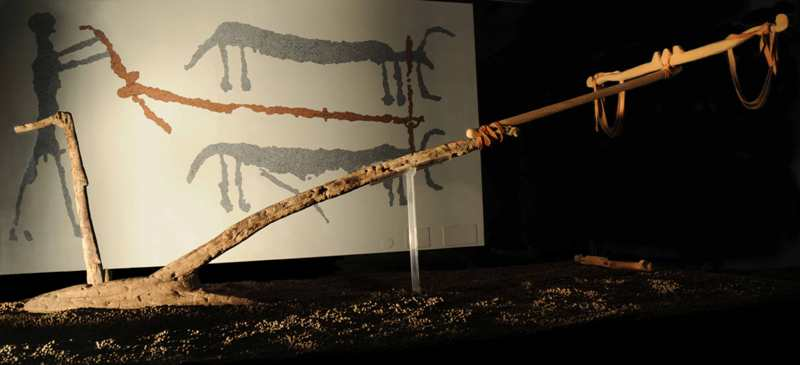
Aratro

## Economia
L'economia delle genti poladiane era basata sull'allevamento, la caccia, l'agricoltura, la pesca e la raccolta in larga scala di frutti di bosco.
In un sito di questa cultura, presso Solferino, è stato rinvenuto il più antico esempio di cavallo addomesticato in Italia.

## Cultura materiale

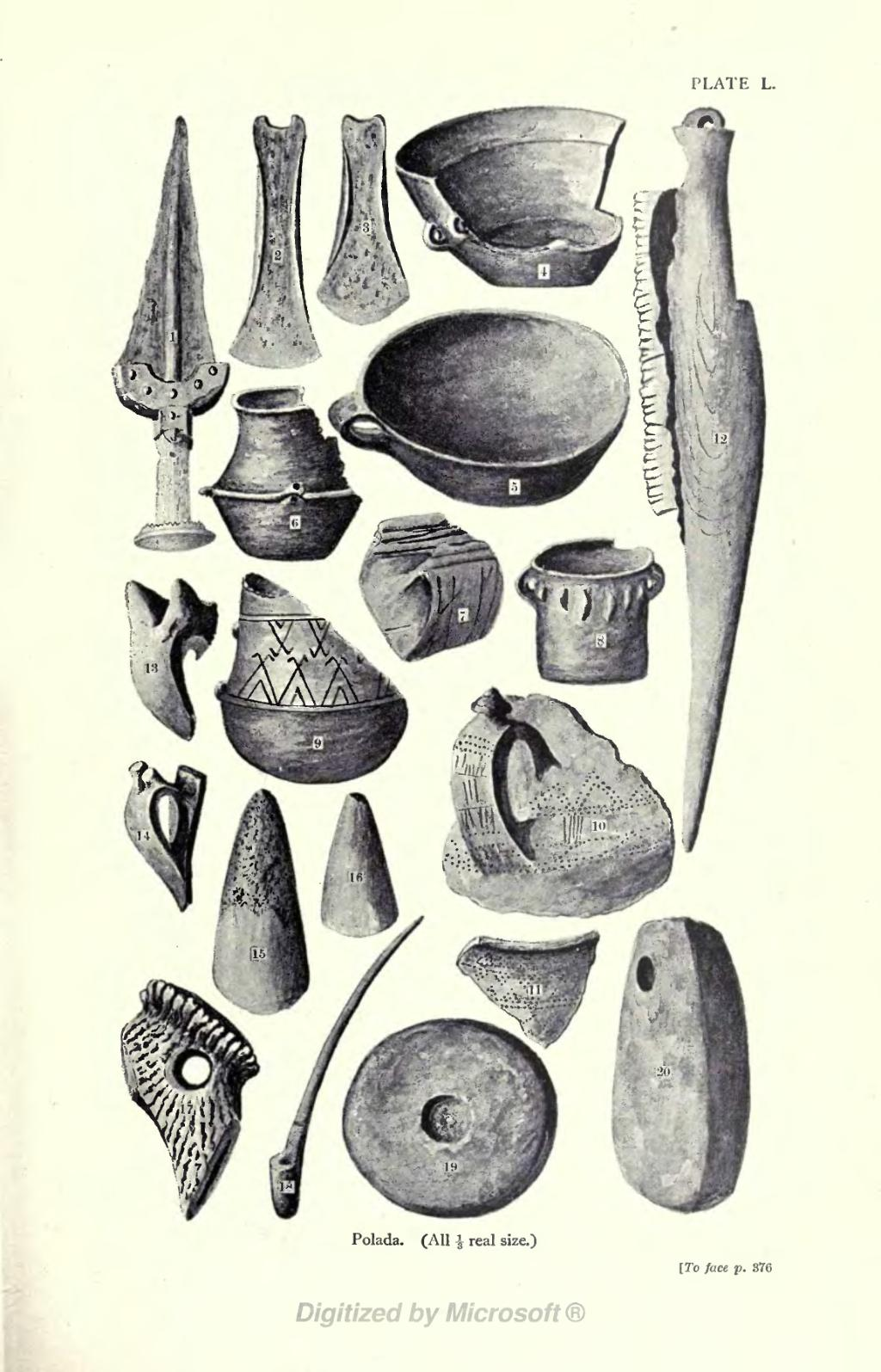
Oggetti della cultura di Polada

Se la ceramica è di impasto ancora grossolano, le altre attività umane crescono e si sviluppano: industria litica, in osso e corno, legno, metalli. Gli strumenti e le armi in bronzo mostrano somiglianze con quelli della cultura di Unetice e di altri gruppi del nord delle Alpi tra cui il gruppo di Singen e quello di Straubing.

## Siti principali
- Polada (Lonato)
- Alba Via Bubbio (Alessandria)
- Arbedo Castione nel Canton Ticino
- Bande di Cavriana Scavo (Mantova)
- Barche di Solferino (Solferino)
- Canàr I (Rovigo)
- Castello Valsoda (Como)
- Castione dei Marchesi (Parma)
- Fiavé 3 (Trento)
- La Quercia di Lazise
- Lago di Ledro
- Lavagnone 4, Lavagnone 3/A e Lavagnone 2/A (Desenzano del Garda/Lonato)
- Lucone D
- Palude Brabbia (Varese)
- Remedello Sopra (Brescia)
- Romagnano (Trento)
- Saint-Martin-de-Corléans (Aosta)
- Savignano (Modena)
- Sorbara di Asola (Mantova)
- Torbole (Brescia)
- Vela di Valbusa (Trento)

## Paleogenetica
Gli individui maschili del Trentino nell'età del bronzo (Paludei di Volano e Romagnano III)  appartenevano principalmente all'aplogruppo G, associato ai primi agricoltori europei.
Secondo uno studio del 2025, il genoma delle popolazioni poladiane derivava principalmente da quello dei primi agricoltori europei e dei cacciatori-raccoglitori occidentali. In tre individui di sesso femminile è stata individuata un'ascendenza dei pastori delle steppe occidentali. Durante questo periodo si regista inoltre la comparsa di un ascendenza legata agli agricoltori dell'altopiano iranico, che raggiunse le Alpi dall'area egeica o dalla Penisola italiana.

## Galleria d'immagini

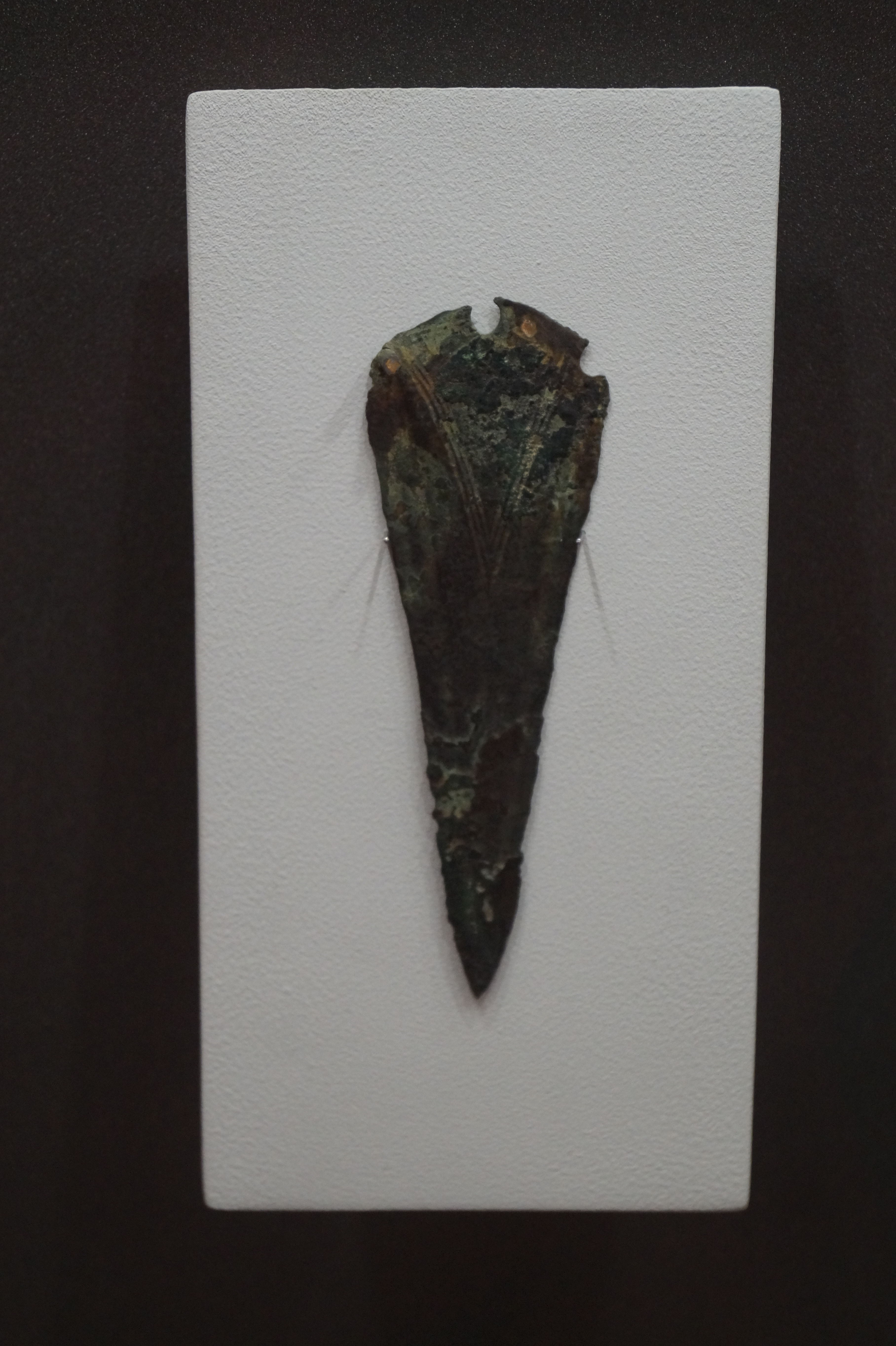
Pugnale in bronzo decorato dalla palafitta di Polada
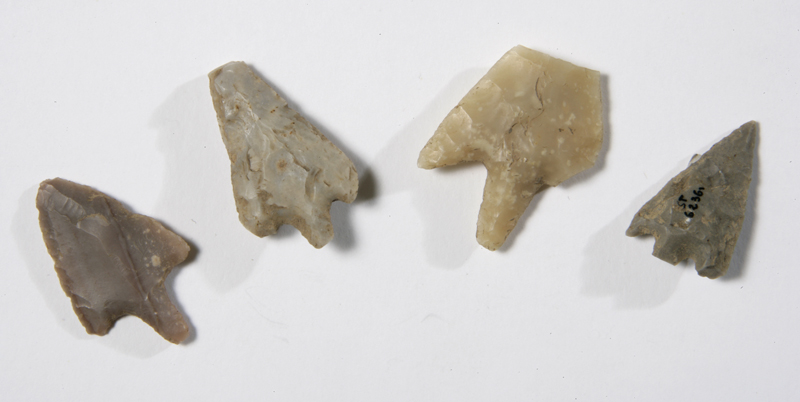
Punte di freccia in selce per cacciare, ma anche per uso bellico
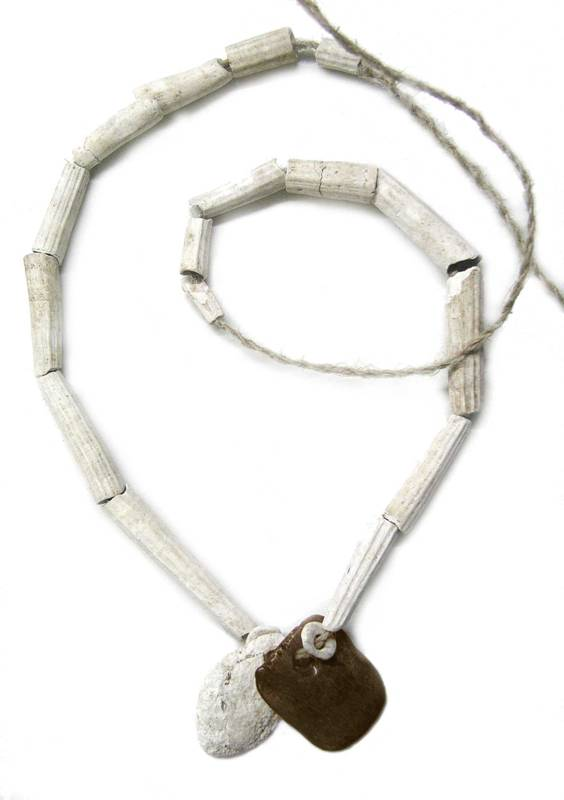
Collana
Vaso biconico da Lavagnone
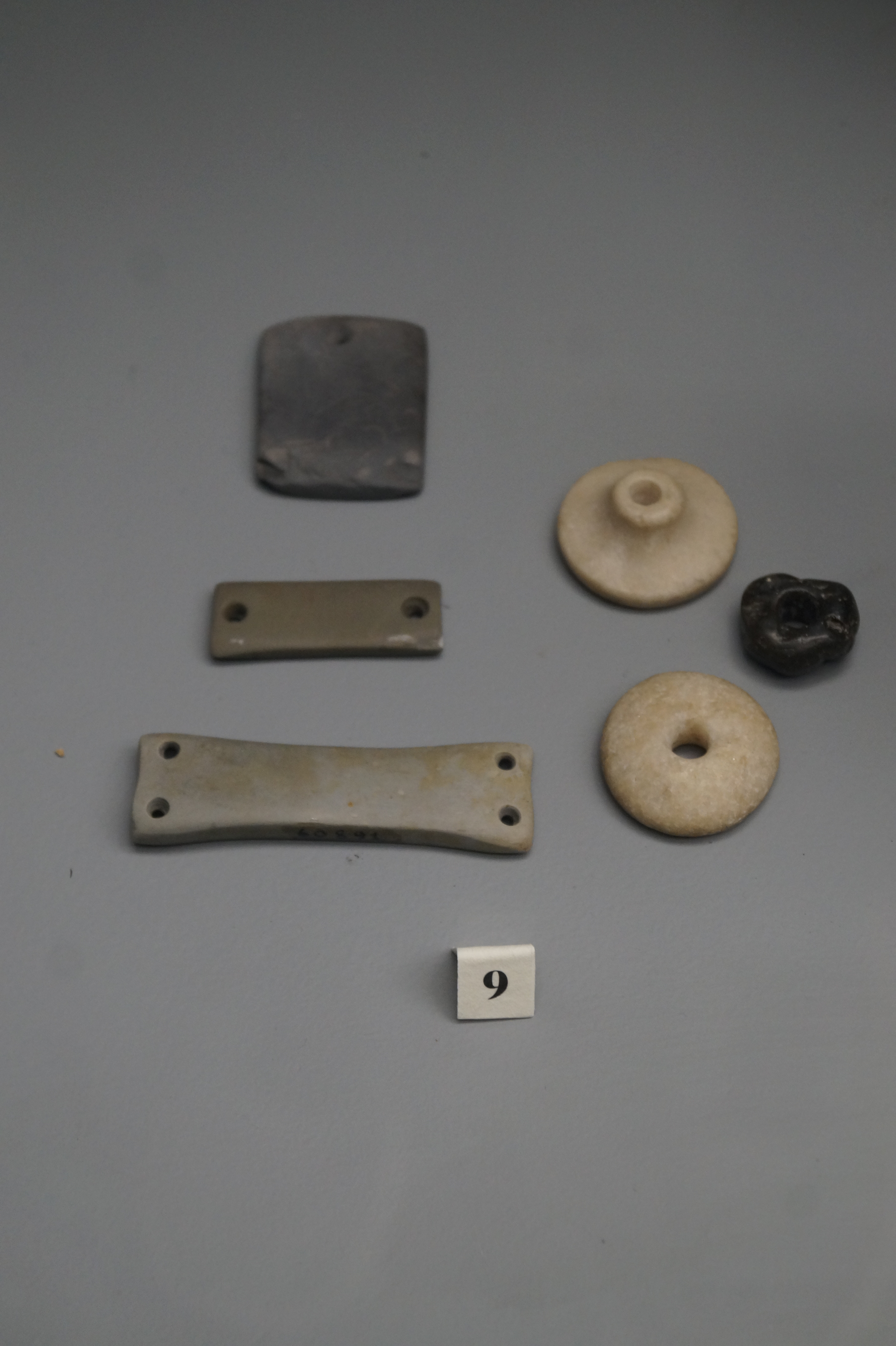
Guardapolsi in pietra e pendenti